# Tranzitul lui Venus din 1882
Tranzitul lui Venus din 1882 a fost al doilea tranzit al planetei din secolul al XIX-lea, la opt ani după primul tranzit, care s-a produs în 1874. Ca și tranziturile produse în 1761 și 1769,  în secolul precedent, aceste două tranzituri au dat loc unor numeroase observații în jurul globului, cu scopul măsurării precise a valorii unității astronomice, distanța dintre Terra și Soare. 
De la tranzitul din 1882 au trecut 142 ani, 110 zile

## Caracteristici
Tranzitul a avut loc la data de 6 decembrie 1882. A fost vizibil în estul Americii de Nord, în întrega Americă Centrală și din America de Sud. A fost observabil la răsăritul Soarelui în vestul Americii de Nord și în cea mai mare parte din Oceanul Pacific. La apusul Soarelui a fost observabil în Africa și în vestul Europei.
Orarele tranzitului au fost următoarele (în UTC) :
- primul contact: 13:57
- al doilea contact: 14:17
- separația minimală: 17:06
- al treilea contact: 19:55
- al patrulea contact: 20:15
- Durata totală: 6 ore și 18 min.

## Istoric

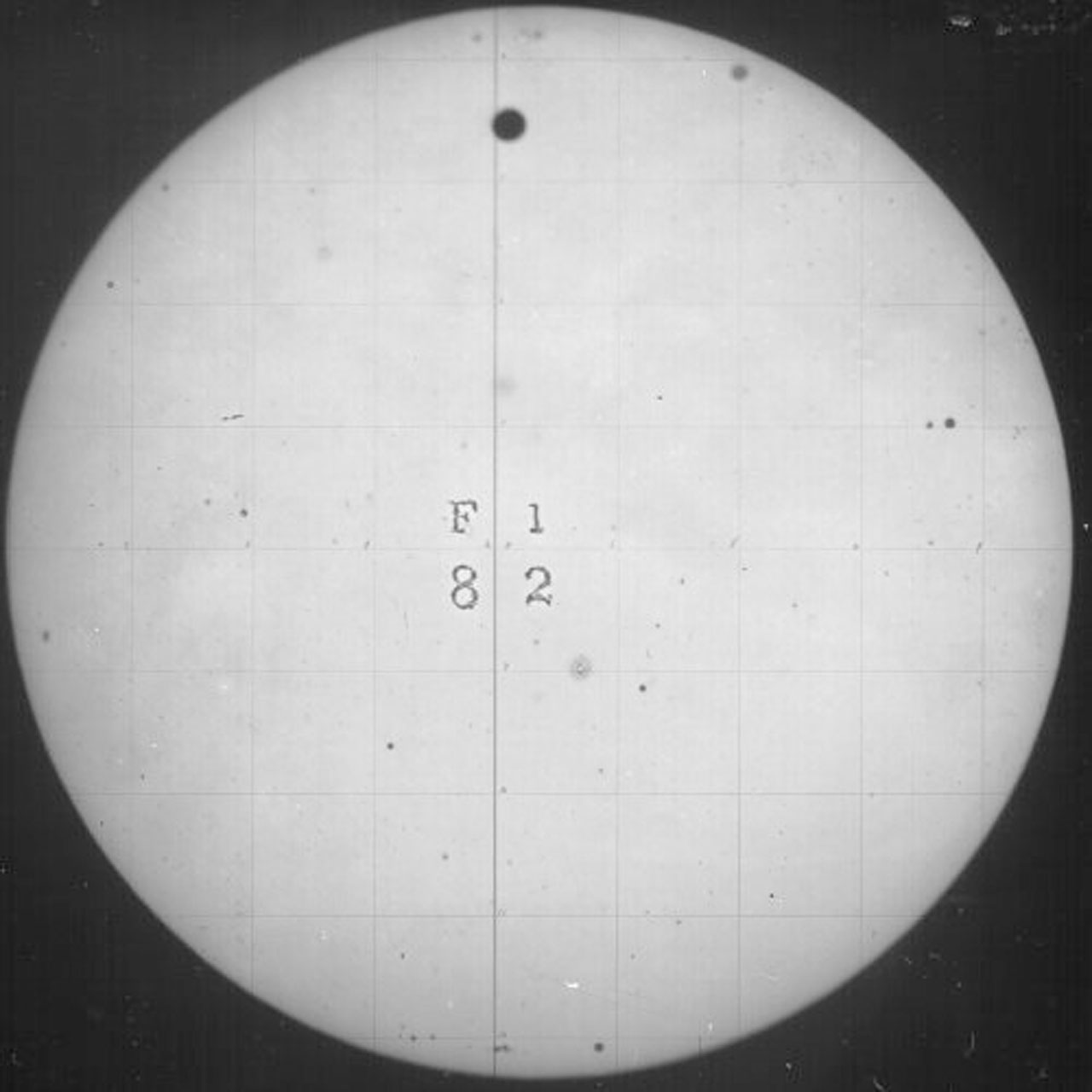
Fotografie a tranzitului.

Lucrările lui James Gregory în 1663 și Edmond Halley în 1691 și 1716 au arătat că este posibilă măsurarea distanței dintre Pământ și Soare mulțumită numeroaselor observații ale unui tranzit în puncte suficient de distanțate de pe suprafața globului, prin măsurarea paralaxei solare. Tranziturile lui Venus din 1761 și 1769 au dat loc unei multitudini de observații și au permis obținerea unei valori a unității astronomice relativ precise.
Tranziturile din 1874 și 1882 au oferit ocazia să se precizese această valoare. Numeroase expediții, din mai multe țări (dintre care 10 expediții franceze și 8 expediții britanice), au fost trimise în toate zonele posibile de observație.
Cu ocazia tranzitului, compozitorul american John Philip Sousa a compus marșul Transit of Venus.
În 1890, astronomul american Simon Newcomb a verificat datele celor patru ultime tranzituri și a calculat pentru paralaxa solară o valoare de 8,79 secunde de arc, conducând la o valoare a unității astronomice de 149,9 ± 0,31 de milioane de kilometri.
Tranzitul din 1882 a fost ultimul care a avut un interes științific substanțial: tehnicile moderne care utilizează sonde spațiale și telemetrie radar permit calcularea valorii unității astronomice cu o precizie de 30 m și fac învechită / depășită metoda paralaxelor în acest cadru.